# Damatchava
Damatchava (en biélorusse : Дамачава, en łacinka : Damačava ; en russe : Домáчево, Domatchevo ; en polonais : Domaczewo) est une commune urbaine de la voblast de Brest, en Biélorussie,. Sa population s'élevait à 1 180 habitants en 2019.

## Géographie
Damatchava se trouve près de la rivière Boug et de la frontière polonaise, à 39 km au sud-sud-est de Brest et à 359 km au sud-ouest de Minsk.

## Histoire
En 1617, la première colonie allemande protestante de Neudorf/Neubruch est fondée dans la région située entre Domatchava et Slawatycze sur la rivière Boug. En 1788, une église et une chapelle en bois sont construites dans le village, qui appartient alors à la Rzeczpospolita. Après la troisième partition de la Pologne en 1795, Damachava appartient à la Russie, d'abord au gouvernement de Slonim, puis à partir de 1797 au gouvernement de Lituanie et à partir de 1801 au gouvernement de Grodno. En 1861, un soulèvement paysan est écrasé par l'armée. En 1863 une école primaire est ouverte.
Avant la Seconde Guerre mondiale, la majorité des habitants sont membres de la communauté juive. En novembre 1941, les juifs de la ville sont enfermés dans un ghetto par les Allemands. En septembre 1942, ils sont assassinés lors d'exécutions de masse.

## Galerie

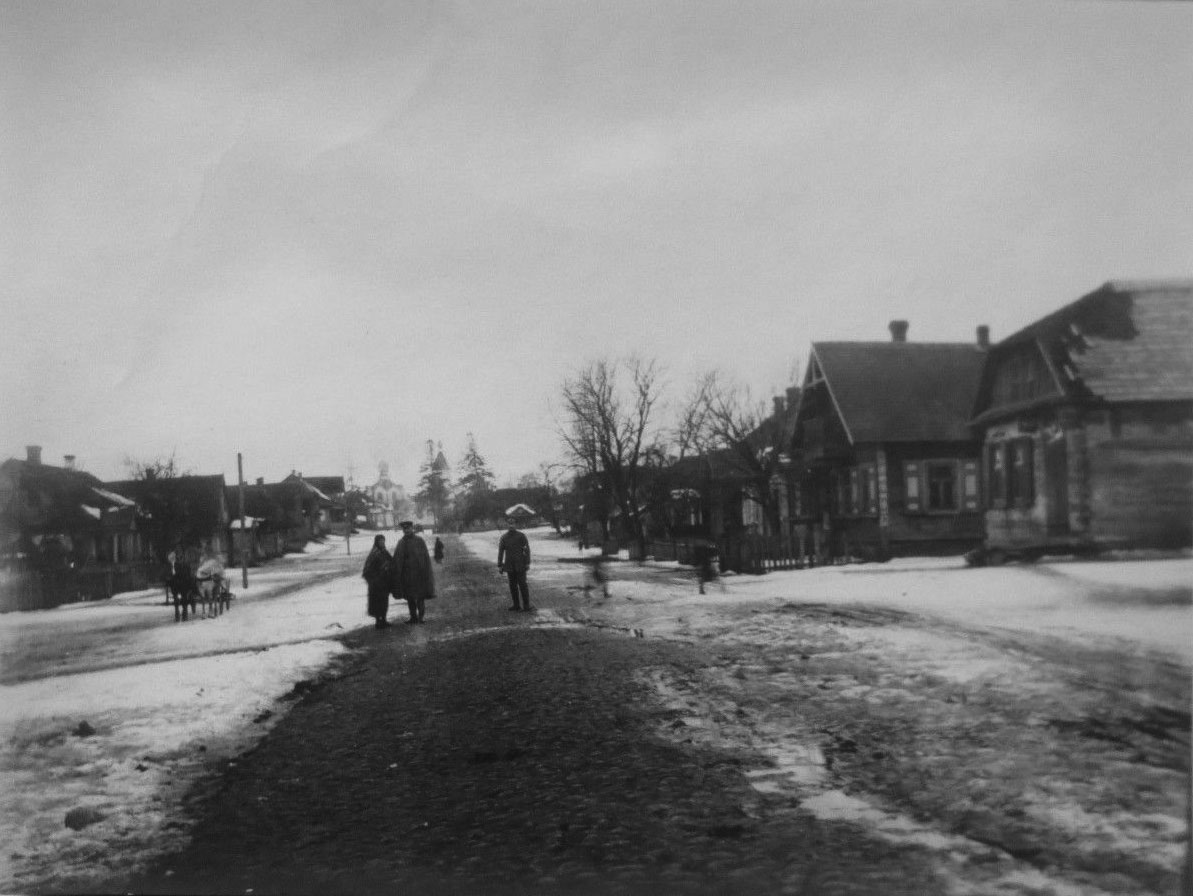
Village en 1917.
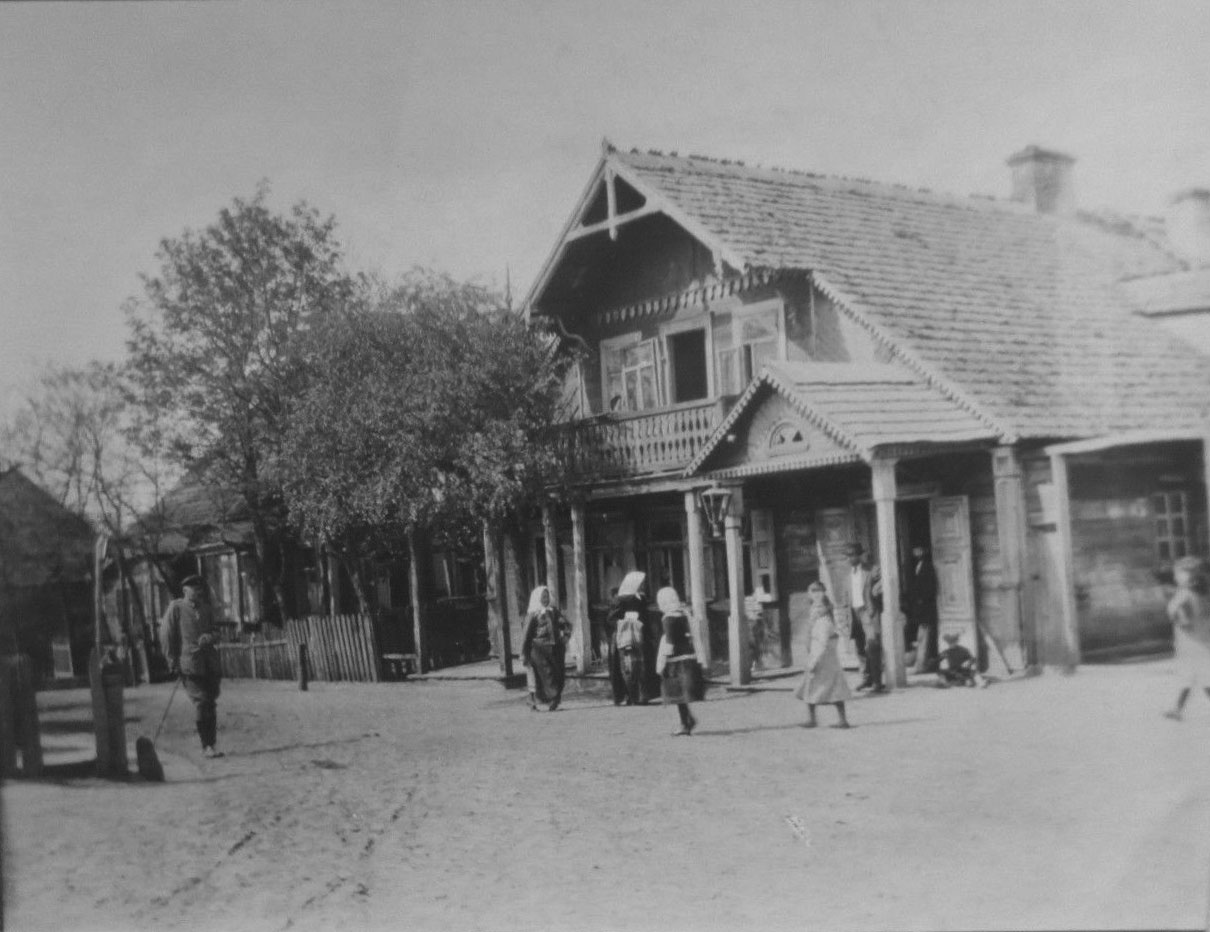
Place du marché en 1915.
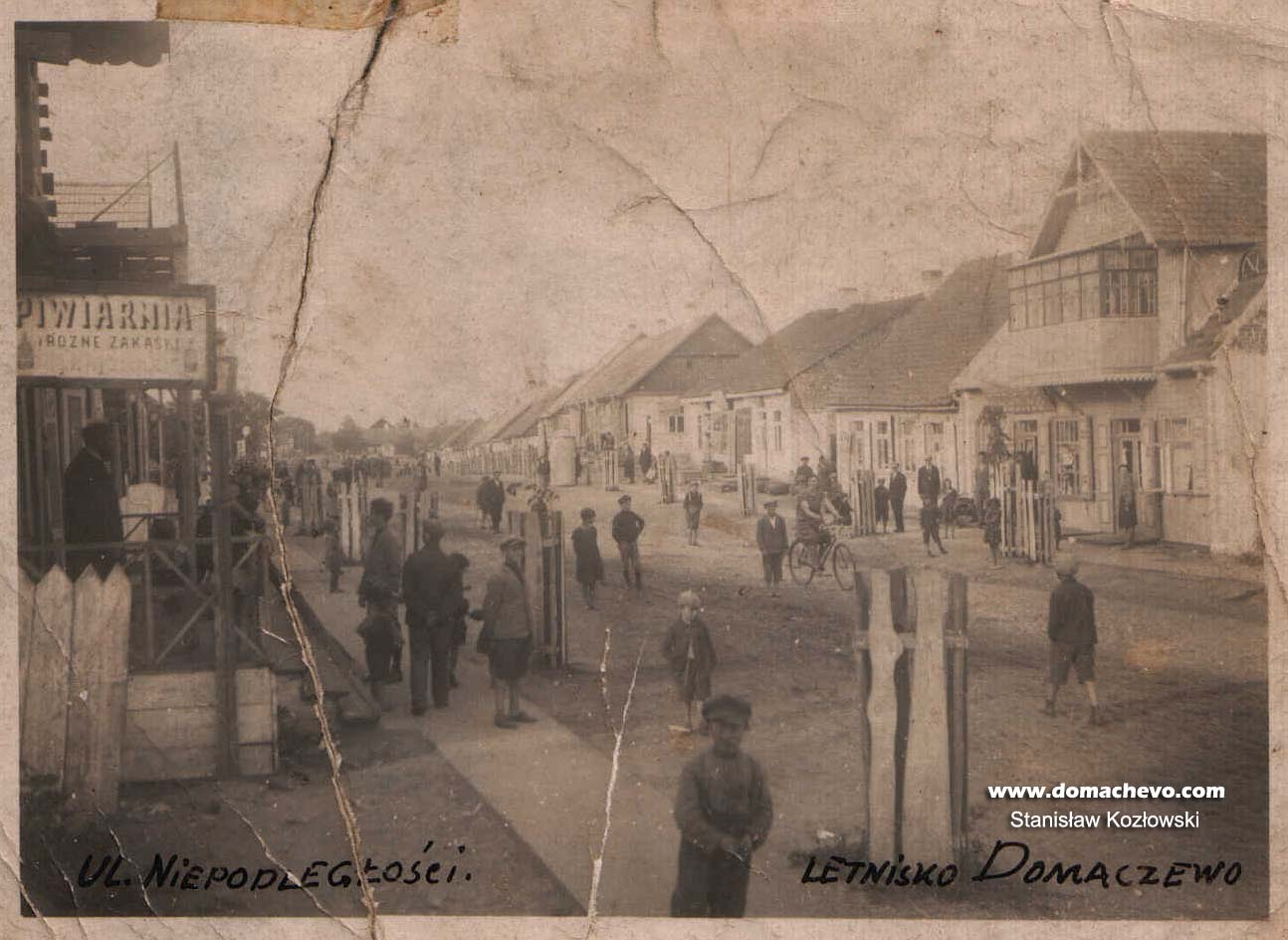
Village avant 1939.